# Hapoel Kiryat Shmona FC
El Hapoel Kiryat Shmona FC (en hebreo: הפועל קריית שמונה‎) fue un equipo de fútbol de Israel que alguna vez jugó en la Liga Artzit, la segunda división de fútbol en el país.

## Historia
Fue fundado en el año 1953 en la ciudad de Kiryat Shmona y llegó a la segunda categoría en el año 1980, pero descendió 5 años después. Pasaron 10 años para que el club retornara a la segunda categoría, pero descendieron en la temporada 1996/97.
Luego de la reestructuración en el fútbol de Israel en el año 1999, la Liga Alef pasó a ser la cuarta división del país, y al finalizar la temporada 1999/2000 el club se fusionó con el Maccabi Kiryat Shmona para crear al Hapoel Ironi Kiryat Shmona como iniciativa del empresario Izzy Sheratzky.

## Palmarés
- Liga Alef (3): 1964–65, 1966–68, 1979–80
- Copa Mekorot (1): 1954